# 1000 Nights
"1000 Nights" é uma canção gravada pelo músico inglês Ed Sheeran para o seu quarto trabalho de estúdio, No.6 Collaborations Project (2019). Conta com participação vocal dos rappers norte-americanos Meek Mill e A Boogie wit da Hoodie, que ainda escreveram os seus versos juntamente com Sheeran e os produtores Boi-1da, Jahaan Sweet, e Fred again. "1000 Nights" foi composta como uma lamentação de Sheeran em sua vida cansativa na estrada enquanto embarcava em diferentes cidades a cada dia.
Um vídeo lírico foi carregado no perfil do YouTube de Sheeran a 12 de Julho de 2019.

## Créditos e pessoal
Os seguintes créditos foram adaptados do encarte do álbum No.6 Collaborations Project (2019):
Gravação
- Gravada no estúdio Jungle City, Nova Iorque
- Gravada no estúdio Nighbird, West Hollywood, Califórnia.
- Gravada no estúdio Promised Land Music, Londres.
- Gravada no estúdio Promised Land Music, Nashville.
- Misturada no estúdio Larabee Sound, North Hollywood, Califórnia.

Pessoal
- Matthew Samuels — composição, produção e arranjos
- Jahaan Akil Sweet — composição, produção e arranjos
- Ed Sheeran — composição, vocais principais
- A Boogie Wit Da Hoodie — composição, vocais principais
- Meek Mill — composição, vocais principais
- Fred again — composição, produção e arranjos, engenharia acústica, sintetizadores, instrumentos de teclas
- Stuart Hawkes — masterização
- Jaycen Joshua — mistura
- Jacob Richards — assistência de mistura
- DJ Riggins — assistência de mistura
- Mike Seaberg — assistência de mistura
- Alex Estevez — engenharia acústica
- Anthony Cruz — gravação vocal (Meek Mill)
- AJ Putman — gravação vocal (A Boogie Wit Da Hoodie)

## Desempenho nas tabelas musicais
Tabelas semanais
| País — Tabela musical (2019)                     | Posição de pico |
| ------------------------------------------------ | --------------- |
| Canadá — Hot 100 (Billboard)                     | 65              |
| Suécia — Top Singles Top 100 (Sverigetopplistan) | 8               |